# Matthew Knies
Matthew Knies (Phoenix, Arizona, 17 de octubre de 2002) es un jugador profesional estadounidense de hockey sobre hielo que se desempeña en la posición de extremo izquierdo en Toronto Maple Leafs, equipo de la National Hockey League (NHL).

## Carrera
Fue seleccionado en la segunda ronda en la NHL Entry Draft de 2021. En 2022 hizo su debut profesional con el equipo Toronto Maple Leafs, donde lleva jugando dos temporadas.